# Żeglarstwo na Letnich Igrzyskach Olimpijskich 1908 – klasa 6 metrów
Zawody w żeglarskiej klasie 6 metrów podczas IV Letnich Igrzysk Olimpijskich odbyły się w dniach 27–29 lipca 1908 roku na wodach Ryde.

## Informacje ogólne
Do zawodów zgłosiło się pięć jachtów z czterech reprezentacji, które rywalizowały na trzynastomilowej trasie.
W regatach triumfował brytyjski jacht Dormy, na drugiej pozycji uplasował się belgijski Zut, trzecie miejsce zajęli zaś Francuzi na Guyoni. Prócz medali i dyplomów właściciel zwycięskiego jachtu otrzymał puchar ufundowany przez rząd francuski.

## Format zawodów
Zawody składały się z trzech wyścigów. Miejsca w klasyfikacji generalnej ustalane były na podstawie liczby zwycięstw w poszczególnych wyścigach. W przypadku remisu o kolejności decydowała liczba punktów, które były przyznawane za miejsca zajęte na mecie – pierwsza trójka otrzymywała odpowiednio trzy, dwa i jeden punkt, za zajęcie pozostałych miejsc punkty nie przysługiwały. W przypadku nierozstrzygnięcia remisu przeprowadzana była dogrywka między zainteresowanymi załogami.

## Wyniki

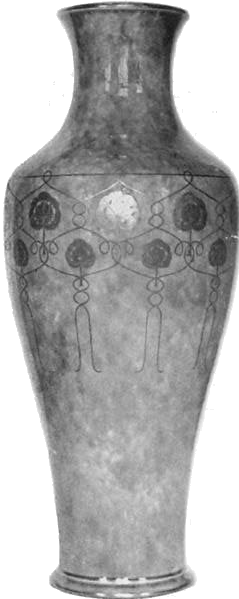
Puchar ufundowany przez rząd francuski

| Pozycja | Załoga                                             | Jacht   | Wyścig I | Wyścig I | Wyścig II | Wyścig II | Wyścig III | Wyścig III | Ogółem     | Ogółem |
| Pozycja | Załoga                                             | Jacht   | Czas     | Pozycja  | Czas      | Pozycja   | Czas       | Pozycja    | Zwycięstwa | Punkty |
| ------- | -------------------------------------------------- | ------- | -------- | -------- | --------- | --------- | ---------- | ---------- | ---------- | ------ |
| złoto   | Gilbert Laws Thomas McMeekin Charles Crichton      | Dormy   | 3:52:14  | 1        | 4:17:23   | 1         | +05:37     | 3          | 2          | 7      |
| srebro  | Léon Huybrechts Louis Huybrechts Henri Weewauters  | Zut     | +04:06   | 3        | +01:54    | 4         | 4:13:56    | 1          | 1          | 4      |
| brąz    | Henri Arthus Louis Potheau Pierre Rabot            | Guyoni  | +11:07   | 4        | +00:32    | 2         | +01:20     | 2          | 0          | 4      |
| 4       | Johan Leuchars William Leuchars Frank Smith        | Sibindi | +01:52   | 2        | +00:56    | 3         | +05:51     | 4          | 0          | 3      |
| 5       | Karl-Einar Sjögren Birger Gustafsson Jonas Jonsson | Freja   | +31:46   | 5        | +19:25    | 5         | +45:55     | 5          | 0          | 0      |